# مکتب باوهاوس

## معماری باوهاس
باهاوس؛ مدرسه‌ای که یک سبک معماری شد
باهاوس نام یک مکتب معماری است که از نام مدرسه هنر و معماری باهاوس در آلمان گرفته شده‌است. این مدرسه معماری که از سال ۱۹۱۹ تا ۱۹۳۳ فعالیت می‌کرده‌است، پیشگام مدرنیسم در معماری بود و دستاوردهای آن هنوز نیز در رشته‌های هنر و معماری به دانشجویان تدریس می‌شود. ساختمان و کارگاه‌های این مدرسه در دو شهر دسائو و وایمار آلمان از سال ۱۹۹۶ در فهرست میراث جهانی یونسکو ثبت شده‌است.
باهاوس مدرسه معماری باهاوس که در زبان آلمانی به معنی «خانه معماری» است، در دوران فعالیت چهارده ساله خود در آلمان، در سه شهر مختلف و تحت نظر سه آرشیتکت بزرگ که مدیریت باهاوس را نیز بر عهده داشته‌اند، فعالیت کرده‌است. این مدرسه ابتدا از سال ۱۹۱۹ تا ۱۹۲۵ در شهر وایمار، سپس از سال ۱۹۲۵ تا ۱۹۳۲ در دسائو و بالاخره از سال ۱۹۳۲ تا ۱۹۳۳، یعنی زمانی که این مدرسه به دستور حکومت نازی آلمان تعطیل شد، در برلین فعالیت می‌کرد. مدیریت این مدرسه نیز به ترتیب بر عهده والتر گروپیوس (۱۹۱۹ تا ۱۹۲۸)، هانیس مه یر (۱۹۲۸ تا ۱۹۳۰) و میس ون در روهه (۱۹۳۰ تا ۱۹۳۳) بود.
باهاوس در سال ۱۹۱۹ توسط والتر گروپیوس در شهر سنتی و قدیمی وایمار تأسیس شد. هدف اولیه از تأسیس مدرسه باهاوس، ایجاد مکانی بود که ترکیبی از مدارس معماری، صنایع دستی (چون نجاری، آهنگری و...) و آکادمی هنری بود.
گروپیوس اعتقاد داشت که با پایان جنگ جهانی اول، دوره جدیدی از تاریخ آغاز شده‌است و قصد داشت در مدرسه باهاوس، سبک معماری جدیدی را که بازتابی از این دوران باشد، به وجود بیاورد. به اعتقاد گروپیوس، این سبک معماری که می‌شد اصول آن را به تمام کالاهای مصرفی تعمیم داد، باید ارزان، کارکردگرا و سازگار با تولید انبوه می‌بود. گروپیوس برای دستیابی به این هدف، می‌خواست هنرمندان و صنعت گران را با هم متحد کند تا به محصولی کارکردی و قابل استفاده، و در عین حال با ارزش از لحاظ هنری، دست یابد. این ایده در بیانیه افتتاحیه مدرسه باهاوس به خوبی مشخص است: «ما در پی آنیم که جامعه تازه‌ای از هنرمندان پدید آوریم تا در میان آن‌ها دیگر تعصب حرفه‌ای که اکنون چون دیواری بلند هنرمندان و صنعتگران را از هم جدا می‌سازد، وجود نداشته باشد.»
برنامه ریزان مدرسه باهاوس هنرهای زیبا را از صنایع دستی کاربردی ممتاز و متفاوت نمی‌ دانستند و بر این باور بودند که هنر و معماری مدرن باید پاسخگوی نیازها و اقتضائات جامعه صنعتی مدرن باشد و طراحی خوب باید از عهده آزمون‌های زیباشناختی و مهندسی برآید. ویژگی عمده سبک باهاوس تکیه هر چه بیشتر بر کارکردگرایی، بهره‌گیری بهینه از خواص مواد و مصالح صنعتی، احتراز از تزئینات تجملی در نمای ساختمان‌ها و فراورده‌های صنعتی بود. دستیابی به نوعی هماهنگی بین ضرورت‌های کارکردی و کیفیت زیباشناختی، خوش ساختی و خوش ترکیبی محصولات صنعتی از دیگر اهداف موسسان مدرسه باهاوس بود.
استادان باهاوس به شاگردان خود یاد می‌دادند که همه چیز را بر مبنای نیازها طراحی کنند و از هیچ عنصری که فاقد کارکرد باشد و تنها جنبه زیباشناسانه داشته باشد استفاده نکنند. در مدرسه باهاوس تاریخ معماری جایی میان دروس دانشجویان نداشتند، چرا که در باهاوس قرار بود همه چیز بر مبنای اصول اولیه معماری و بدون توجه به آثار گذشتگان ساخته شود.
باهاوس در ابتدا برای تأمین بودجه خود به سوبسیدی که از جمهوری وایمار می‌گرفت وابسته بود. اما بعد از ایجاد تغییراتی در حکومت محلی وایمار، این مدرسه در سال ۱۹۲۵ به شهر دسائو که بافت صنعتی و شهری بیشتری داشت و با ایده‌های مدرن مدرسهٔ باهاوس هم خوان بود، منتقل شد. پس از انتقال مدرسه باهاوس به دسائو، بخش طراحی صنعتی این مدرسه که مشکل کمتری با حکومت محافظه  کار محلی داشتند، در وایمار باقی‌ماندند. مدرسه طراحی صنعتی باهاوس بعدها نام خود را به دانشکده فنی معماری و مهندسی عمران تغییر داد و از سال ۱۹۹۶ به بعد نیز به نام دانشکده باهاوس آلمان خوانده می‌شود.
در سال ۱۹۲۷ سبک باهاوس و آثار آرشیتکت‌های مشهور آن نمایشگاه معماری اشتوتگارت را که با موضوع خانه سازی برگزار می‌شد، به شدت تحت تأثیر خود قرار داد. پس از گروپیوس، مدیریت باهاوس را هانس مه یر و سپس میز وان دروهه به عهده گرفتند. با قدرت رسیدن رژیم نازی‌ها در آلمان و افزایش فشار سیاسی بر این مدرسه، باهاوس در سال ۱۹۳۳ تعطیل شد. حزب نازی و دیگر گروه‌های فاشیستی آلمان از ابتدا با فعالیت مدرسه باهاوس مخالف بودند و آن را سنگر کمونیسم می‌دانستند. نویسندگان نازی چون ویلهلم فریک و آلفرد روزنبرگ نیز در نوشته‌هاشان باهاوس را «غیرآلمانی» می‌نامیدند و سبک مدرن آن را به باد انتقاد می‌گرفتند. در واقع باهاوس یکی از مظاهر «هنر منحط» بود که هیتلر و حزب نازی آلمان کمر به نابودی آن بسته بودند.
از جمله مهم‌ترین ساختمان‌ها و آثاری که در طول فعالیت مدرسه باهاوس عمدتاً به دست استادان و مدیران مدرسه ساخته شد می‌توان به عمارت سامرفیلد و خانه اوته در برلین، خانه اوئرباخ در یانا و برج تریبیون در شیکاگو (که مدرسه باهاوس پس از برنده شدن در یک مسابقه بین‌المللی طراحی آن را بر عهده گرفت) اشاره کرد. اما مهم‌ترین بنایی که سبک معماری باهاوس در این دوره در آن متجلی شده‌است، ساختمان خود مدرسه در دسائو است که توسط والتر گروپیوس، مدیر وقت باهاوس، طراحی شده‌است.
پس از به قدرت رسیدن نازی‌ها و تعطیلی مدرسه باهاوس، مدیران و استادان مدرسه که همه از معماران طراز اول آن زمان بودند، به کشورهای مختلف در اروپای غربی، آمریکا و همچنین اسرائیل مهاجرت کردند. همچنین شماری از معماران باهاوس که به شیکاگو رفته بودند، باهاوس جدید را در این شهر تأسیس کردند و به تربیت معماران جوان ادامه دادند.
این مسئله کمک قابل توجهی به ترویج سبک معماری باهاوس در سراسر جهان کرد و آن را به گفتمان مسلط در معماری و طراحی صنعتی مدرن تبدیل کرد، چنان که این مکتب هنری امروز نیز همچنان نفوذ جهانی خود را حفظ کرده‌است.